# Burcardo I de Halberstadt
Burcardo I de Halberstadt (em alemão: Burchard I. von Halberstadt; Nabburg, 18 de outubro de 1000 – Halberstadt, 18 de outubro de 1059), também conhecido como Burcardo de Naburgo, foi um político e clérigo alemão e também bispo de Halberstadt (1036-1059).
Burcardo era o filho de Henrique de Nordgau e Gerbera de Heneberga, filha do conde Otão II de Heneberga. Estudou em Ratisbona, em 1032 foi Chanceler do imperador Conrado II e em 1036 foi nomeado bispo de Halberstadt. Durante seu mandato, foi fundado o Mosteiro de Goseck. Também facilitou a relação crítica com a Diocese de Magdeburgo.
Ele fundou mais tarde o Mosteiro de São Burcardo de Halberstadt, nomeado em sua homenagem.